# 西蒙调查团
西蒙调查团是英国议会派往英屬印度的一個調查團。該調查團主要負責觀察英屬印度當地局勢。西蒙调查团由七名成员组成，主席是第一代西蒙子爵约翰·西蒙。其他成員還有克莱门特·艾德礼。西蒙调查团于1928年抵达印度次大陆 。1930年6月，西蒙调查团出具報告，建議扩大英屬印度居民选举权。西蒙调查团的報告也是《印度政府法案》的主要蓝本。